# Gyrineum
Gyrineum là một chi ốc biển săn mồi, là động vật thân mềm chân bụng sống ở biển trong họ Ranellidae,, họ ốc tù và.

## Các loài
Các loài thuộc chi Gyrineum bao gồm:
- Gyrineum aculeatum (Schepman, 1909)[2]
- Gyrineum bituberculare (Lamarck, 1816)[3]
- Gyrineum bozzettii (Beu, 1998)[4]
- Gyrineum concinnum (Dunker, 1862)[5]
- Gyrineum cuspidatum (Reeve, 1844)[6]
- Gyrineum gyrinum (Linnaeus, 1758)[7]
- Gyrineum hirasei (Kuroda & Habe in Habe, 1961)[8]
- Gyrineum lacunatum (Mighels, 1845)[9]
- Gyrineum longicaudatum Beu, 1998[10]
- Gyrineum natator (Röding, 1798)[11]
- Gyrineum perca (Perry, 1811)[12]
- Gyrineum pulchellum (G.B. Sowerby I, 1825)[13]
- Gyrineum pusillum (Broderip, 1833)
- Gyrineum roseum (Reeve, 1844)[14]
- Gyrineum wilmerianum Preston, 1908[15]

Các loài đồng nghĩa
- Gyrineum atlanticum Fechter, 1975: synonym of Halgyrineum louisae (Lewis, 1974)
- Gyrineum bufonium Link, 1807: synonym of  Bursa bufonia (Gmelin, 1791)
- Gyrineum cuspidataeformis Kira, 1956: synonym of Gyrineum lacunatum (Mighels, 1845)
- Gyrineum echinatum Link, 1807: synonym of  Bufonaria echinata (Link, 1807)
- † Gyrineum elsmerense English, 1914: synonym of † Reticutriton elsmerensis (English, 1914) (original combination)
- Gyrineum louisae Lewis, 1974: synonym of Halgyrineum louisae (Lewis, 1974)
- Gyrineum nanshaensis Zhang, 2004: synonym of Gyrineum lacunatum (Mighels, 1845)
- Gyrineum pacator Iredale, 1931: synonym of Bufonaria margaritula (Deshayes, 1832)
- Gyrineum pusilla (Brodrip, 1833): synonym of Gyrineum pusillum (Broderip, 1833)
- Gyrineum pusillum auct.: synonym of Gyrineum lacunatum (Mighels, 1845)
- Gyrineum pusillus [sic]: synonym of Gyrineum pusillum (Broderip, 1833) (misspelling)
- Gyrineum verrucosum Link, 1807: synonym of Gyrineum gyrinum (Linnaeus, 1758)
- Gyrineum wilmeriana Preston, 1908: synonym of Gyrineum wilmerianum Preston, 1908 (wrong gender agreement of specific epithet)